# Leo Verwiel

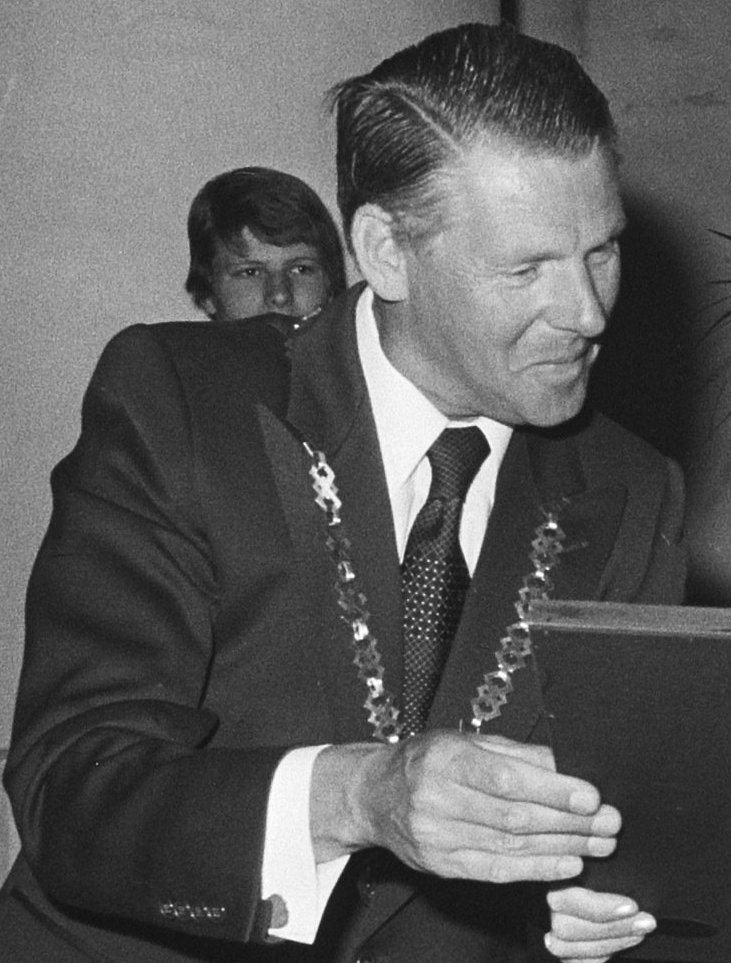
Burgemeester mr. L.K.M. Verwiel (1978)

Leonard Karel Maria (Leo) Verwiel (Oisterwijk, 9 september 1928 – Prinsenbeek, 28 april 2001) was een Nederlands politicus van het CDA.
Hij is afgestudeerd in de rechten en was in Noord-Brabant directiesecretaris van het provinciaal bureau Wit-Gele Kruis en daarnaast uitvoerend secretaris van de stichting voor revalidatie in Noord-Brabant voor hij in juli 1967 benoemd werd tot burgemeester van Oost-, West- en Middelbeers. Midden 1979 volgde zijn benoeming tot burgemeester van Prinsenbeek wat hij tot juli 1992 zou blijven. In april 2001 overleed hij op 72-jarige leeftijd.